# جلافلت
المديرية العامة لحماية أسرار الدولة في الصحافة التابعة لمجلس وزراء اتحاد الجمهوريات الاشتراكية السوفيتية (باللغة الروسية:Главное управление по охране государственных тайн в печати при СМ СССР) كانت الهيئة الرسمية المسؤولة عن حماية أسرار الدولة في الاتحاد السوفيتي. أُنشأت في 1922 تحت اسم الإدارة الرئيسية لشؤون الأدب والنشر التابعة لمفوضية الشعب للتعليم في جمهورية روسيا الاتحادية الاشتراكية السوفيتية، وسُميت بالاختصار Главлит جلافلت، وهو الاسم الذي ظل مستخدمًا بصفة شبه رسمية حتى تفكك الاتحاد السوفيتي. كانت هناك هيئة أخرى مسؤولة عن الرقابة على المحتوى السياسي في الأعمال الأدبية، سُميت اختصارًا جوسكوميزدات.
تولى بافل ليبديف بوليانسكي إدارة المديرية من 1921 إلى 1930.

## استشهادات
1. ↑  غلافلت، گلافلت.
2. ↑  "Pavel Lebedev-Polianskii". الموسوعة السوفيتية العظمى. مؤرشف من الأصل في 2019-04-14. اطلع عليه بتاريخ 2013-10-14.